# Michael Moorer
Michael Lee Moorer (Nueva York, 12 de noviembre de 1967) es un exboxeador estadounidense que fue campeón del mundo semipesado y pesado.

## Biografía
Moorer debutó el 4 de marzo de 1988 noqueando a Adrian Riggs en el primer asalto. Sus primeros once combates fueron victorias y consiguió una oportunidad por el título mundial de la Organización (WBO) del peso semipesado ante Ramzi Hassan. Ganó el combate y se proclamó nuevo campeón mundial defendiendo su título en nueve ocasiones.
Después de estas defensas decidió subir de peso y pelear en la categoría de los pesos pesados. Después de seis victorias consecutivas tuvo la oportunidad de conseguir el título de la Organización (WBO) ante  Bert Cooper y ganó por nocaut en el quinto asalto. Después de otras cinco victorias, tuvo la oportunidad de conseguir el título de la Asociación Mundial de Boxeo y de la Federación Internacional de Boxeo ante el gran favorito, Evander Holyfield. El 22 de abril de 1994, tuvo lugar la pelea en el Caesars Palace de Las Vegas y aunque fue derribado en el segundo asalto ganó la pelea por decisión en doce asaltos.
Su primera defensa la hizo ante el excampeón mundial en 1994, George Foreman y perdió por nocaut en el décimo asalto convirtiéndose (George Foreman) en el boxeador de mayor edad en conseguir un título mundial en los pesos pesados. Poco después Foreman renunció al título de la Asociación por no defenderlo ante Tony Tucker y después perdería también el de la Federación. Este quedó vacante y Moorer lo ganó ante Axel Schulz, al que ganó en doce asaltos por decisión. Su primera defensa fue ante Francois Botha al que ganó, y la segunda ante Vaughn Bean al que también ganó por decisión.
La siguiente defensa fue la revancha ante Holyfield, que había conseguido el título de la Asociación, y perdió por nocaut técnico en el octavo asalto. En sus siguientes diez combates tuvo dos derrotas y un empate. La primera derrota fue ante el samoano David Tua, ante el que perdió en el primer asalto. La segunda derrota fue ante Eliseo Castillo por decisión. El empate fue ante Dale Crowe. Después de estos diez combates peleó ante Vassiliy Jirov por los títulos vacantes de "Las Américas", organizado por el Concilio Mundial de Boxeo y de "Norte-América", organizado por la Asociación Mundial de Boxeo, los cuales ganó después de vencer a Jirov por nocaut en el noveno asalto. 
Después de dos años inactivo volvió a pelear ante Cliff Couser, al que ganó por nocaut en el primer asalto. Cuatro meses después peleó ante Sedreck Fields al que ganó por decisión unánime y cinco meses después ante Rich Boruff al que ganó por nocaut en el primer asalto. Su siguiente pelea también la ganó ante Roderick Willis por decisión y su última pelea hasta el momento fue el 8 de febrero de 2008 ante Shelby Gross.

## Récord Profesional
| 52 Ganadas (40 knockouts), 4 Derrotas, 1 Empate |        |                        |      |         |            |                                                                         |                                                                 |
| Res.                                            | Récord | Rival                  | Tipo | Asalto  | Día        | Lugar                                                                   | Notas                                                           |
| Victoria                                        | 52-4-1 | Shelby Gross           | KO   | 1 (10)  | 08/02/2008 | Shaikh Rashid Hall, Dubái, Emiratos Árabes Unidos                       |                                                                 |
| Victoria                                        | 51-4-1 | Roderick Willis        | SD   | 10      | 31/10/2007 | Coliseo José Miguel Agrelot, San Juan, Puerto Rico                      |                                                                 |
| Victoria                                        | 50-4-1 | Rich Boruff            | TKO  | 1 (8)   | 16/08/2007 | Centro de Convenciones Figali, Panama City, Panamá                      |                                                                 |
| Victoria                                        | 49-4-1 | Sedreck Fields         | UD   | 10      | 16/03/2007 | Seminole Hard Rock Hotel and Casino, Hollywood, Florida, Estados Unidos |                                                                 |
| Victoria                                        | 48-4-1 | Cliff Couser           | KO   | 1 (10)  | 09/12/2006 | Seminole Hard Rock Hotel and Casino, Hollywood, Florida, Estados Unidos |                                                                 |
| Victoria                                        | 47-4-1 | Vassiliy Jirov         | TKO  | 9 (12)  | 09/12/2004 | Pechanga Resort & Casino, Temecula, California, Estados Unidos          | Gana título vacanteCMB Continental Américas y NABA peso pesado. |
| Derrota                                         | 46-4-1 | Eliseo Castillo        | UD   | 10      | 03/07/2004 | American Airlines Arena, Miami, Florida, Estados Unidos                 |                                                                 |
| Victoria                                        | 46-3-1 | Jose Arimatea Da Silva | TKO  | 7 (10)  | 17/01/2004 | Seminole Casino, Coconut Creek, Florida, Estados Unidos                 |                                                                 |
| Victoria                                        | 45-3-1 | Rogerio Lobo           | KO   | 1 (10)  | 23/08/2003 | Seminole Casino, Coconut Creek, Florida, Estados Unidos                 |                                                                 |
| Victoria                                        | 44-3-1 | Otis Tisdale           | UD   | 10      | 29/03/2003 | Seminole Casino, Coconut Creek, Florida, Estados Unidos                 |                                                                 |
| Derrota                                         | 43-3-1 | David Tua              | KO   | 1 (10)  | 17/08/2002 | Trump Taj Mahal, Atlantic City, Nueva Jersey, Estados Unidos            |                                                                 |
| Victoria                                        | 43-2-1 | Robert Davis           | UD   | 10      | 16/02/2002 | Mohegan Sun Casino, Uncasville, Connecticut, Estados Unidos             |                                                                 |
| Victoria                                        | 42-2-1 | Terry Porter           | UD   | 10      | 09/12/2001 | Great Plains Coliseum, Lawton, Oklahoma, Estados Unidos                 |                                                                 |
| Empate                                          | 41-2-1 | Dale Crowe             | TD   | 5 (10)  | 27/07/2001 | Soaring Eagle Casino, Mount Pleasant, Míchigan, Estados Unidos          |                                                                 |
| Victoria                                        | 41–2   | Terrence Lewis         | TKO  | 2 (10)  | 12/01/2001 | Lucky Star Casino, Concho, Oklahoma, Estados Unidos                     |                                                                 |
| Victoria                                        | 40–2   | Lorenzo Boyd           | TKO  | 4 (9)   | 17/11/2000 | Memorial Auditorium, Burlington, Iowa, Estados Unidos                   |                                                                 |
| Derrota                                         | 39–2   | Evander Holyfield      | RTD  | 8 (12)  | 08/11/1997 | Thomas & Mack Center, Las Vegas, Nevada, Estados Unidos                 | Pierde título FIB y pelea por título AMB peso pesado.           |
| Victoria                                        | 39–1   | Vaughn Bean            | MD   | 12      | 29/03/1997 | Hilton Hotel, Las Vegas, Nevada, Estados Unidos                         | Retiene título FIB peso pesado.                                 |
| Victoria                                        | 38–1   | Francois Botha         | TKO  | 12 (12) | 09/11/1996 | MGM Grand, Las Vegas, Nevada, Estados Unidos                            | Retiene título FIB peso pesado.                                 |
| Victoria                                        | 37–1   | Axel Schulz            | SD   | 12      | 22/06/1996 | Westfalen Stadion, Dortmund, Nordrhein-Westfalen, Alemania              | Gana título vacante FIB peso pesado.                            |
| Victoria                                        | 36–1   | Melvin Foster          | UD   | 10      | 13/05/1995 | Arco Arena, Sacramento, California, Estados Unidos                      |                                                                 |
| Derrota                                         | 35–1   | George Foreman         | KO   | 10 (12) | 05/11/1994 | MGM Grand, Las Vegas, Nevada, Estados Unidos                            | Pierde título Lineal, AMB y FIB peso pesado.                    |
| Victoria                                        | 35–0   | Evander Holyfield      | MD   | 12      | 24/04/1994 | Caesars Palace, Las Vegas, Nevada, Estados Unidos                       | Gana título Lineal, AMB y FIB peso pesado.                      |
| Victoria                                        | 34–0   | Mike Evans             | UD   | 10      | 04/12/1993 | Reno-Sparks Convention Center, Reno, Nevada, Estados Unidos             |                                                                 |
| Victoria                                        | 33–0   | James Pritchard        | TKO  | 3 (10)  | 22/06/1993 | Atlantic City, Nueva Jersey, Estados Unidos                             |                                                                 |
| Victoria                                        | 32–0   | Frankie Swindell       | TKO  | 3 (10)  | 27/04/1993 | The Palace, Auburn Hills, Míchigan, Estados Unidos                      |                                                                 |
| Victoria                                        | 31–0   | James Smith            | UD   | 10      | 27/02/1993 | Showboat Hotel & Casino, Atlantic City, Nueva Jersey, Estados Unidos    |                                                                 |
| Victoria                                        | 30–0   | Billy Wright           | TKO  | 2 (10)  | 13/11/1992 | Thomas & Mack Center, Las Vegas, Nevada, Estados Unidos                 |                                                                 |
| Victoria                                        | 29–0   | Bert Cooper            | TKO  | 5 (12)  | 15/05/1992 | Trump Taj Mahal, Atlantic City, Nueva Jersey, Estados Unidos            | Gana título vacante OMB peso pesado.                            |
| Victoria                                        | 28–0   | Everett Martin         | UD   | 10      | 17/03/1992 | The Palace, Auburn Hills, Míchigan, Estados Unidos                      |                                                                 |
| Victoria                                        | 27–0   | Mike White             | UD   | 10      | 01/02/1992 | Caesars Palace, Las Vegas, Nevada, Estados Unidos                       |                                                                 |
| Victoria                                        | 26–0   | Bobby Crabtree         | TKO  | 1 (10)  | 23/11/1991 | The Omni, Atlanta, Georgia, Estados Unidos                              |                                                                 |
| Victoria                                        | 25–0   | Alex Stewart           | TKO  | 4 (10)  | 27/07/1991 | The Scope, Norfolk, Virginia, Estados Unidos                            |                                                                 |
| Victoria                                        | 24–0   | Levi Billups           | TKO  | 3 (10)  | 25/06/1991 | The Palace, Auburn Hills, Míchigan, Estados Unidos                      |                                                                 |
| Victoria                                        | 23–0   | Terry Davis            | TKO  | 2 (10)  | 19/04/1991 | Convention Center, Atlantic City, Nueva Jersey, Estados Unidos          | Debut en peso pesado.                                           |
| Victoria                                        | 22–0   | Danny Stonewalker      | TKO  | 8 (12)  | 15/12/1990 | Civic Arena, Pittsburgh, Pensilvania, Estados Unidos                    | Retiene título OMB peso semipesado.                             |
| Victoria                                        | 21–0   | Jim MacDonald          | TKO  | 3 (10)  | 21/08/1990 | The Palace, Auburn Hills, Míchigan, Estados Unidos                      |                                                                 |
| Victoria                                        | 20–0   | Mario Óscar Melo       | KO   | 1 (12)  | 28/04/1990 | Taj Mahal Hotel & Casino, Atlantic City, Nueva Jersey, Estados Unidos   | Retiene título OMB peso semipesado.                             |
| Victoria                                        | 19–0   | Marcellus Allen        | RTD  | 9 (12)  | 03/02/1990 | Convention Hall, Atlantic City, Nueva Jersey, Estados Unidos            | Retiene título OMB peso semipesado.                             |
| Victoria                                        | 18–0   | Mike Sedillo           | TKO  | 6 (12)  | 12/12/1989 | The Palace, Auburn Hills, Míchigan, Estados Unidos                      | Retiene título OMB peso semipesado.                             |
| Victoria                                        | 17–0   | Jeff Thompson          | TKO  | 1 (12)  | 16/11/1989 | Resorts International, Atlantic City, Nueva Jersey, Estados Unidos      | Retiene título OMB peso semipesado.                             |
| Victoria                                        | 16–0   | Leslie Stewart         | TKO  | 8 (12)  | 25/06/1989 | Convention Center, Atlantic City, Nueva Jersey, Estados Unidos          | Retiene título OMB peso semipesado.                             |
| Victoria                                        | 15–0   | Freddie Delgado        | TKO  | 1 (12)  | 22/04/1989 | The Palace, Auburn Hills, Míchigan, Estados Unidos                      | Retiene título OMB peso semipesado.                             |
| Victoria                                        | 14–0   | Frankie Swindell       | TKO  | 6 (12)  | 19/02/1989 | Monessen High Gym, Monessen, Pensilvania, Estados Unidos                | Retiene título OMB peso semipesado.                             |
| Victoria                                        | 13–0   | Víctor Claudio         | TKO  | 2 (12)  | 14/01/1989 | The Palace, Auburn Hills, Míchigan, Estados Unidos                      | Retiene título OMB peso semipesado.                             |
| Victoria                                        | 12–0   | Ramzi Hassan           | TKO  | 5 (12)  | 03/12/1988 | Brook Park, Ohio, Estados Unidos                                        | Gana título vacante OMB peso semipesado. Título inaugural.      |
| Victoria                                        | 11–0   | Glenn Kennedy          | KO   | 1 (?)   | 04/11/1988 | Hilton Hotel, Las Vegas, Nevada, Estados Unidos                         |                                                                 |
| Victoria                                        | 10–0   | Carl Williams          | TKO  | 1 (?)   | 17/10/1988 | Tucson, Arizona, Estados Unidos                                         |                                                                 |
| Victoria                                        | 9–0    | Jorge Suero            | TKO  | 2 (?)   | 07/10/1988 | The Palace, Auburn Hills, Míchigan, Estados Unidos                      |                                                                 |
| Victoria                                        | 8–0    | Jordan Keepers         | TKO  | 2 (?)   | 12/08/1988 | Eagles Club, Milwaukee, Wisconsin, Estados Unidos                       |                                                                 |
| Victoria                                        | 7–0    | Terrence Walker        | TKO  | 4 (10)  | 06/08/1988 | Showboat Hotel & Casino, Las Vegas, Nevada, Estados Unidos              |                                                                 |
| Victoria                                        | 6–0    | LaVelle Stanley        | TKO  | 2 (?)   | 25/06/1988 | Cobo Arena, Detroit, Míchigan, Estados Unidos                           |                                                                 |
| Victoria                                        | 5–0    | Keith McMurray         | TKO  | 2 (?)   | 06/06/1988 | Hilton Hotel, Las Vegas, Nevada, Estados Unidos                         |                                                                 |
| Victoria                                        | 4–0    | Dennis Fikes           | TKO  | 2 (?)   | 10/05/1988 | Phoenix, Arizona, Estados Unidos                                        |                                                                 |
| Victoria                                        | 3–0    | Brett Zwierzynski      | KO   | 1 (6)   | 29/04/1988 | Detroit, Míchigan, Estados Unidos                                       |                                                                 |
| Victoria                                        | 2–0    | Bill Lee               | TKO  | 1 (?)   | 25/03/1988 | Cobo Arena, Detroit, Míchigan, Estados Unidos                           |                                                                 |
| Victoria                                        | 1–0    | Adrian Riggs           | TKO  | 1 (4)   | 04/03/1988 | Las Vegas, Nevada, Estados Unidos                                       | Debut profesional.                                              |